# كروة
كروة هي قرية في مقاطعة أصفهان، إيران. يقدر عدد سكانها بـ 315 نسمة بحسب إحصاء 2016.